# 嘉瀬誠次
嘉瀬 誠次（かせ せいじ、1922年〈大正11年〉3月13日 - 2023年〈令和5年〉12月14日は、日本の花火師。
戦時中途絶えていた長岡大花火大会の復興に尽力し、また海外活動を積極的に行った。第50回吉川英治文化賞受賞など。

## 生涯・活動
現・新潟県長岡市に生まれる。父・嘉瀬誠喜、祖父・亀吉も花火製造に携わっており、煙火業として三代目にあたる（亀吉は農業との兼業）。
1943年  (昭和18年)  4月10日、新発田歩兵第158連隊に入隊。同連隊は第42師団に編入され 、翌1944年  (昭和19年)  3月3日に松輪島上陸、同島防衛の任に就く。
終戦後、シベリア抑留を経て1948年  (昭和23年)  復員。1951年に長岡市からの要請により、誠喜と共に三尺玉の打ち上げに成功。
1953年、信濃川にかかる長生橋を活用したナイアガラ花火を実現。
1984年、ロサンゼルスオリンピック閉会式での花火打ち上げに参加。その後、1988年ニューヨーク自由の女神百年祭など海外各地のイベントに参加。
1986年、長岡市制80周年記念事業にて冨田勲とのコラボレーションを実施。同氏との共演は1997年、オーストリア・リンツの芸術祭アルス・エレクトロニカでも実施されている。
1990年（平成2年）、ロシア（当時・ソ連）・ハバロフスクに於いて純白の打上花火『白菊』を初披露（後述）。
21世紀に入り、現役から退くことを周囲に表明するようになる。出典の確認できるものとしては2006年（平成18年）、長岡「世界の花火ショー」にて三尺玉を嘉瀬最後の作として打上げる。
2023年（令和5年）12月14日、長岡市の自宅で死去。

### 『白菊』
純度の高い白一色の10号玉（尺玉）3発で構成される。
発表の舞台となったハバロフスクは嘉瀬にとって因縁浅からぬ場所で、異国で落命した戦友に向けて鎮魂の意を込めたという。
初披露ののち、2003年以後、長岡まつりにおいて「白菊」打ち上げは毎年の恒例となった。
長岡まつりにおける花火大会は通例、8月2・3日に実施されているが、慰霊行事として長岡空襲の発生した8月1日の夜に打ち上げられる。加えて、2006年大会からは大会初日（8月2日）の幕開けにも打ち上げられる。
- 2020年、2021年は花火大会が中止となったが、8月1日には白菊をはじめ数発の花火が打ち上げられている[10][11]。

なお、正式には「慰霊と平和の祈り」の題で発表されていたが、「白菊」で発表された時期もあったりと変遷があり、2024年度は「白菊」の名称が復活している。
なお、長岡では8月以外にも打ち上げられる場合がある。
- 2021年12月8日 真珠湾攻撃80周年[13]
- 2023年12月18日 嘉瀬の逝去後、遺族による追悼として[14]

2014年にはハワイ・ワイキキビーチでも初公開され、以後数回にわたり実施されている。他に、東日本大震災の慰霊行事など。

## 褒章
- 1988年 南十字星国家勲章（コメンダドール）[8]
- 1995年 新潟県経済振興賞[8]
- 2002年 新潟日報文化賞[8]
- 2016年

4月 長岡市民大賞
4月11日 第50回吉川英治文化賞

## 余談
大林宣彦監督の映画作品『この空の花 長岡花火物語』（2015年）の登場人物、伝説の花火師こと野瀬清治郎のモデルとされている。